# Liste des îles de la mer Caspienne
Cet article détaille les îles de la mer Caspienne.

## Par pays

### Azerbaïdjan
L'ancien nom russe des îles, précédant l'indépendance du pays, est éventuellement donné entre parenthèses.
- Çilov (Jiloy)
- Pirallahı (Artiom)
- Archipel de Bakou :
  - Böyük Zirə (Nargin)
  - Daş Zirə (Vulf)
  - Kiçik Zirə (Qum)
  - Zənbil (Duvanniy)
  - Səngi Muğan (Svinoy)
  - Çikil (Oblivnoi)
  - Qara Su (Los)
  - Xərə Zirə (Bulla)
  - İqnat Daşı
  - Qlinyanı (Gil)

### Iran
- Ashuradeh

### Kazakhstan
- Archipel Tyulen'i
- Île Zhanbay

### Russie
- Île Batkachnyy
- Île Chechen'
- Île Tyulen'i
- Île Zyudev

### Turkménistan
- Île Ogurchinskiy
- Île Osushnoy